# Jonne Moleman
Jonne Moleman (ca. 2000) is een Nederlandse parazwemmer. In december 2020 reduceerde ze het Nederlandse record op de 100 meter schoolslag met twaalf seconden tot een tijd van 1.49,80 tijdens kwalificatiewedstrijden voor de Paralympische Zomerspelen 2020. Tijdens kwalificatiewedstrijden in april 2021 zwom ze drie officieuze wereldrecords en twee Europese records.
Doordat er geen duidelijke classificatie kon worden vastgesteld kon ze niet deelnemen aan deze spelen. Deze tegenslag hield haar vijf maanden lang weg van het zwembad. Ze hervatte haar trainingen bij zwemvereniging AZC in Alphen aan den Rijn, waar ze ooit haar zwemcarrière begon.
Moleman zit in een rolstoel omdat ze lijdt aan progressieve vormen van een dwarslaesie en verlamming. Op initiatief van oud-roeister Femke Dekker was er in 2020 een inzamelingsactie onder Leidse topsporters voor een nieuwe rolstoel. Deze zorgt voor betere ondersteuning waardoor ze beter kan uitrusten.